# Omar Souleiman
Omar Souleiman (arabe : عمر سليمان), né le 2 juillet 1936 à Qena (Haute-Égypte) et mort le 19 juillet 2012 à Cleveland (Ohio, États-Unis), est un officier général et homme d'État égyptien, spécialiste du renseignement. Il exerce, du 29 janvier au 11 février 2011, les fonctions de vice-président de la République, alors que l'Égypte est en pleine révolution.

## Jeunesse et première carrière militaire
En 1954, à 19 ans, il commence des études supérieures à l'école militaire du Caire, complétées en Union soviétique à l'Académie militaire Frounzé (Военная академия им. М. В. Фрунзе) de Moscou. Par ailleurs il a reçu à l'université du Caire une licence et une maîtrise en science politique. Il combat ensuite deux fois contre Israël, lors de la guerre des Six Jours (1967) et lors de la guerre du Kippour (1973),.

## Carrière dans le renseignement
Dans les années 1980, il mène une purge dans les rangs de l'armée, et élimine tous les militaires proches des Frères musulmans. En 1993, il est nommé à la tête du Gihaz al-Mukhabarat al-Amma, le service de renseignements extérieur égyptien, avec rang de ministre (sans portefeuille). Il est ainsi en contact avec de nombreux hauts responsables occidentaux, notamment américains et israéliens, et il est chargé de mener des négociations entre Palestiniens et Israéliens : il réussit à obtenir des trêves en 2001, 2003 et 2005. En 2009, il tente de raccommoder les partis palestiniens du Fatah et du Hamas,. Bien que situé très haut dans la hiérarchie du régime militaire égyptien, il reste très discret : son identité n'est connue qu'en 2000, et il ne laisse publier des photos de lui qu'à partir de 2005.
Au cours des années 2000, il est le contact des services de renseignements américains pour la mise en œuvre du programme Rendition, qui permettait aux services secrets américains de faire torturer les terroristes ou suspects de terrorisme dans des pays alliés des États-Unis, afin de contourner l'interdiction de la torture.

## Vice-président de la République
Déjà considéré comme le numéro deux officieux du régime, il est nommé vice-président de la république arabe d'Égypte le 29 janvier 2011 par le président Hosni Moubarak, alors que se multiplient les manifestations antigouvernementales dans le pays. Le 10 février, alors que la crise ne se dénoue pas, dans un dernier effort pour s'accrocher au pouvoir, le président Moubarak délègue à son vice-président l'essentiel de ses pouvoirs. Le lendemain, Hosni Moubarak est pourtant contraint de démissionner et c'est à Omar Souleiman qu'il revient d'en faire l'annonce au pays dans une brève intervention télévisée. Il indique alors que la gestion des affaires du pays est confiée aux mains du Conseil suprême des forces armées.

## L'après-Moubarak
Omar Souleiman cesse dès lors de jouer tout rôle politique apparent. Le poste de vice-président n'apparaît pas dans la « proclamation constitutionnelle » publiée le 13 février 2011 par le Conseil suprême des forces armées ; dans la présentation officielle des institutions égyptiennes, Omar Souleiman n'apparait plus désormais que sous la mention d'« ancien vice-président ».
Après avoir nié vouloir se présenter, il annonce, le 6 avril 2012, sa candidature à l'élection présidentielle qui doit se tenir en juin. Sa candidature a cependant été refusée, faute d'avoir pu réunir les 30 000 signatures requises.
Il meurt subitement aux États-Unis le 19 juillet 2012, lors d'examens médicaux.

## Décorations
- Grand cordon de l'ordre de la République (Égypte)
- Grand cordon de l'ordre du Mérite (Égypte)
- Médaille du courage militaire (Égypte)
- Médaille du service distingué (Égypte)
- Médaille du long service militaire (Égypte)
- Médaille de la Libération de Sinaï (Égypte)
- Médaille du jubilé d'argent de la guerre d'octobre (Égypte)